# André Pierre Ledru
Pour les articles homonymes, voir Ledru.
André Pierre Ledru, né à Chantenay, dans le Maine, le 22 janvier 1761, était un prêtre et botaniste français. Il est décédé le 11 juillet 1825 au Mans.

## Biographie
Il entra fort jeune dans l'état ecclésiastique. Il était vicaire au commencement de la Révolution française, et, comme beaucoup d'autres dans la même position, il en adopta les principes, persuadé qu'elle lui fournirait les moyens de s'élever. C'est dans cette vue, sans doute, qu'il prêta serment à la constitution civile du clergé en 1791. Il fut en effet nommé, la même année, curé de la paroisse du Pré, au Mans. Lors de l'abolition absolue de toute religion, en 1793, Ledru se retira au sein de sa famille ; mais la guerre civile, qui désolait le département de la Sarthe, et surtout la haine du parti royaliste pour tous les prêtres assermentés, mettant sa vie en danger, il se réfugia à Paris, et obtint du directoire d'être associé, comme botaniste, à l'expédition du capitaine Nicolas Baudin aux îles Canaries et aux Antilles. 
Il soutint les fatigues de ce long voyage, et ne cessa de prendre des notes utiles. Lors de son retour en France en 1798, il fut nommé professeur de législation à l'école centrale de la Sarthe, et joignit à l'enseignement de cette science celui de la physique, dont la chaire était vacante.
Retourné au Mans, Ledru y vécut dans la retraite, ne s'occupant plus que d'objets scientifiques, littéraires et historiques, et il mourut dans cette ville en 1825. L'herbier qu'il a constitué pendant ses voyages aux îles et une partie de objets apportés des fouilles françaises en Égypte se trouvent au musée de l'Évêché du Mans (Dictionnaire topographique, historique et statistique de la Sarthe, JR Pesche tome 3 p. 587-591). Il était membre de la société royale des arts du Mans, de celle des antiquaires de France, du musée de Tours et de la société littéraire de Nantes. 
Augustin Pyrame de Candolle lui a dédié un nouveau genre, de la famille des ombellifères, sous le nom de drusa (Annales du muséum, t. 10).

## Publications
1. Essai sur l'établissement d'une bibliothèque publique dans la ville du Mans, février 1791, in-−8°, 27 p. ;
2. Adresse aux habitants de la paroisse du Pré, au Mans, mai 1791, in-−8°, 18-p. ;
3. Discours contre le célibat ecclésiastique, au Mans, janvier 1793, 2e édit., 32 p. in-−8° ;
4. Histoire de la prise du Mans par les calvinistes en 1562, 57 p., imprimée dans l' Annuaire de la Sarthe, an 10 ;
5. Observations sur l'histoire du Maine, et Catalogue des meilleurs ouvrages, imprimés ou manuscrits, à consulter pour~écrire l'histoire de cette province, 68 p., dans les Annuaires de la Sarthe, ans 11 et Mémoire sur les cérémonies religieuses et le vocabulaire des Guanches, premiers habitants des îles Canaries (imprimé dans les Mémoires de l'académie celtique, t. 4, 1809) ;
6. Voyage aux îles de Ténériffe, la Trinité, St-Thomas, Ste-Croix et Porto Rico, exécuté par ordre du gouvernement français, de septembre 1796 à juin 1798, Paris, 1810, 2 vol. in-−8°, carte ; et sur Manioc.org, tome I et tome II
7. Recherches sur les statues mérovingiennes et sur quelques autres monuments de l'église cathédrale du Mans, ibid., 1813, in-−8° (réimprimées dans le Magasin encyclopédique, février 1814) ;
8. Notices historiques sur les hommes et les ouvrages de quelques hommes célèbres de la province du Maine, au Mans, 1817 et 1819, in-−8° ;
9. Analyse des travaux de la société royale des arts du Mans, depuis l'époque de sa fondation en 1794 jusqu'à la fin de 1819. Première partie : Sciences physiques et mathématiques, au Mans, 1820, in-−8°.

Ledru fut aussi un des collaborateurs de la Biographie universelle, à laquelle il a fourni, entre autres articles, ceux de François Véron de Forbonnais, Jean-Louis de Fromentières, Robert Garnier, Geoffroy le Bel, etc.

## Autres œuvres
- « Viage a la isla de Puerto-Rico en el año 1797, ejecutado por una comision de sabios franceses, de órden de su gobierno y bajo la direccion del capitan N. Baudin, con objeto de hacer indagaciones y col  »
- « Reise nach den Inseln Teneriffa, Trinidad, St. Thomas, St. Crux und Porto-Rico; auf Befehl der französischen Regierung, vom 30. Sept. 1796 bis zum 7. Juni 1789, unter der Leitung des Capitain Baudin unternommen, von Peter Le Dru. Mit Bemerkungen begleitet, nebst einer allgemeinen Ubersicht des ganzen westindischen Archipels, vorzüglich in Rücksicht der Kolonialwaaren, von E. A. W. Zimmermann »

## Source
« André Pierre Ledru », dans Louis-Gabriel Michaud, Biographie universelle ancienne et moderne : histoire par ordre alphabétique de la vie publique et privée de tous les hommes avec la collaboration de plus de 300 savants et littérateurs français ou étrangers, 2e édition, 1843-1865 [détail de l’édition]